# Crump (Tennessee)
Crump é uma cidade localizada no estado norte-americano de Tennessee, no Condado de Hardin.

## Demografia
Segundo o censo norte-americano de 2000, a sua população era de 1521 habitantes.
Em 2006, foi estimada uma população de 1453, um decréscimo de 68 (-4.5%).

## Geografia
De acordo com o United States Census Bureau tem uma área de
36,5 km², dos quais 36,5 km² cobertos por terra e 0,0 km² cobertos por água.

## Localidades na vizinhança
O diagrama seguinte representa as localidades num raio de 20 km ao redor de Crump.